# Бретт Ґолдштейн
Бретт Ґолдштейн (англ. Brett Goldstein; нар. 17 липня 1980, Саттон) — британський актор, комік і письменник єврейського походження. Найбільш відомий тим, що написав і виконав головну роль у спортивному комедійному серіалі Apple TV+ «Тед Лассо» (2020 — дотепер), за який отримав премію «Еммі» за найкращу чоловічу роль другого плану в комедійному серіалі за кожен з перших двох сезонів.

## Біографія

### Раннє життя
Бретт Ґолдштейн народився 17 липня 1980 року в Саттоні, Лондон, у британській єврейській родині. Навчався у школі Севенокс, одній з найстаріших і найдорожчих незалежних шкіл Великої Британії. Після закінчення школи вступив до Ворікського університету, який закінчив за спеціальністю Кінознавство.
Незабаром після цього Ґолдштейн ненадовго переїхав до Марбельї, Іспанія, щоб працювати в стриптиз-клубі, який його батько придбав під час «кризи середнього віку». Потім він поїхав до Нью-Йорка, щоб вивчати акторську майстерність в Американській академії драматичних мистецтв. Перебуваючи там, він почав писати сценарії, які згодом візьме на Единбурзький фестиваль «Фріндж». Наприклад, він перетворив свій досвід перебування в Марбельї на стендаперське комедійне шоу під назвою «Бретт Ґолдштейн виріс у стрип-клубі» (2011).

## Фільмографія

### Кіно
| Рік  | Назва                          | Роль                | Примітки                                     |
| ---- | ------------------------------ | ------------------- | -------------------------------------------- |
| 2005 | «Мотузка»                      | чоловік             | Короткометражний фільм                       |
| 2005 | «Якби ти був тут»              | юний Роберт Дансмор | Сценарист                                    |
| 2009 | «Раб»                          | юний Роберт Дансмор | Сценарист                                    |
| 2009 | «СуперБоб»                     | Боб                 | Короткометражний фільм                       |
| 2012 | «Комік»                        | комік               |                                              |
| 2012 | «Вузол»                        | Альберт             |                                              |
| 2013 | «Всі помруть»                  | Річард              | Голос                                        |
| 2013 | «З татуюванням»                | Дейв                | Короткометражний фільм                       |
| 2013 | «За життя»                     | Саймон              | Короткометражний фільм; сценарист            |
| 2014 | «Фабрика хуліганів»            | Містер Берроус      |                                              |
| 2015 | «Спадок»                       | Містер Герроуґейт   |                                              |
| 2015 | «Виття»                        | Девід               |                                              |
| 2015 | «СуперБоб»                     | Боб                 | Сценарист                                    |
| 2016 | «Життєві навички для дорослих» | Брендан             |                                              |
| 2016 | «Куля в серце»                 | Стів                | Короткометражний фільм; сценарист            |
| 2018 | «Привид ганьби»                | Джеймс Бонд         | Короткометражний фільм; сценарист і продюсер |
| 2018 | «Б*ять»                        | Адам                | Короткометражний фільм                       |
| 2018 | «Дикий медовий пиріг!»         | Метт                |                                              |
| 2022 | «Кіно про бабусю»              |                     | Сценарист                                    |
| 2022 | «Тор: Любов і грім»            | Геркулес            | Камео у сцені після титрів                   |
| 2024 | «Ґарфілд у кіно»               | Роланд              |                                              |

### Телебачення
|           | Назва                                 | Роль                          | Примітки                                                   |
| --------- | ------------------------------------- | ----------------------------- | ---------------------------------------------------------- |
| 2009      | «Білл»                                | Джаред Майлс                  | 2 епізоди                                                  |
| 2019      | «Білий фургончик»                     |                               | Епізод: «Перший день Оллі»; автор додаткового матеріалу    |
| 2012-2014 | «Дерек»                               | Том                           | 11 епізодів                                                |
| 2012      | «Ронна й Беверлі»                     |                               | 6 серій; автор додаткових матеріалів                       |
| 2012      | «4Funnies»                            |                               | Епізод: «Ґіттінс»; сценарист                               |
| 2013-2016 | «Дрифтери»                            | Скотт                         | 7 епізодів; автор додаткових матеріалів                    |
| 2013      | «Спільне підґрунтя»                   | Лоуренс                       | Епізод: «Ферґус і Кріспін»                                 |
| 2013      | «Кохання має значення»                | Джейсон                       | Епізод: «30 і ще більше»                                   |
| 2013      | «Клавдія О'Доерті: Комедія ляпасів»   | Саймон                        | Епізод: «Що є час?»                                        |
| 2013      | «Наживо в Electric»                   | ІТ-спеціаліст                 | Епізод: #2.2                                               |
| 2014-2017 | «Дядько»                              | Каспер                        | 9 епізодів                                                 |
| 2014      | «Playhouse представляє»               | Фотожурналіст                 | Епізод: «Метальник собак»                                  |
| 2014      | «Зозуля»                              | Поліціянт                     | Епізод: «Трибунал»                                         |
| 2015-2016 | «Не для друку»                        | Денні Джонс                   | Основний акторський склад; автор додаткового матеріалу     |
| 2014-2015 | «Бабуся Кетрін Тейт»                  | Джонатан                      | Епізод: «Управління Нанґер»; співавтор трьох епізодів      |
| 2015      | «Під прикриттям»                      | Крістоф                       | 4 епізоди                                                  |
| 2016-2017 | «Історія п'янства»                    | Роберт Дадлі / Джеймс Ґарфілд | 2 епізоди                                                  |
| 2017      | «Угода»                               | Енді                          | Телевізійний фільм                                         |
| 2018      | «Доктор Хто»                          | Естос                         | Епізод: «Загадка Цуранги»                                  |
| 2019      | «Сюди, нагору»                        |                               | 6 епізодів; редактор сценарію                              |
| 2020-2023 | «Тед Лассо»                           | Рой Кент                      | Основний акторський склад; сценарист і виконавчий продюсер |
| 2020      | «Споріднені душі»                     |                               | Співавтор, сценарист і виконавчий продюсер                 |
| 2021      | «Робоцип»                             | Тоні Старк                    | Озвучення, серія: «Може викликати легкий канібалізм»       |
| 2022      | «Посібник для початківців у скорботі» | Експерт з горя                | Голос                                                      |
| 2023-2024 | «Правдива терапія»                    | Луї Вінстон                   | Співавтор та виконавчий продюсер                           |

### Театр, стендап
| Рік  | Назва                                               | Роль    | Місце проведення                |
| ---- | --------------------------------------------------- | ------- | ------------------------------- |
| 2010 | «Лише на 21 ніч!»                                   | він сам | Единбурзький фестиваль «Фріндж» |
| 2011 | «Бретт Ґолдштейн виріс у стрип-клубі»               | він сам | Единбурзький фестиваль «Фріндж» |
| 2013 | «Бретт Ґолдштейн містить сцени дорослого характеру» | він сам | Единбурзький фестиваль «Фріндж» |
| 2015 | «Бретт Ґолдштейн: Burning Man»                      | він сам | Единбурзький фестиваль «Фріндж» |
| 2016 | «Шоу Кетрін Тейт наживо»                            | різні   | Британський тур                 |
| 2018 | «Бретт Ґолдштейн: What Is Love Baby Don't Hurt Me»  | він сам | Единбурзький фестиваль «Фріндж» |

### Радіо, подкасти
| Рік          | Назва                                                 | Роль    | Примітки                  | Джерела |
| ------------ | ----------------------------------------------------- | ------- | ------------------------- | ------- |
| 2018         | «Пропозиція»                                          | актор   | Пілотна серія BBC Radio 2 | [ 6 ]   |
| 2018-дотепер | «Фільми, з якими ховають разом з Бреттом Ґолдштейном» | він сам | Подкаст; 221 епізоди      | [ 7 ]   |